# Felsenbühne Staatz

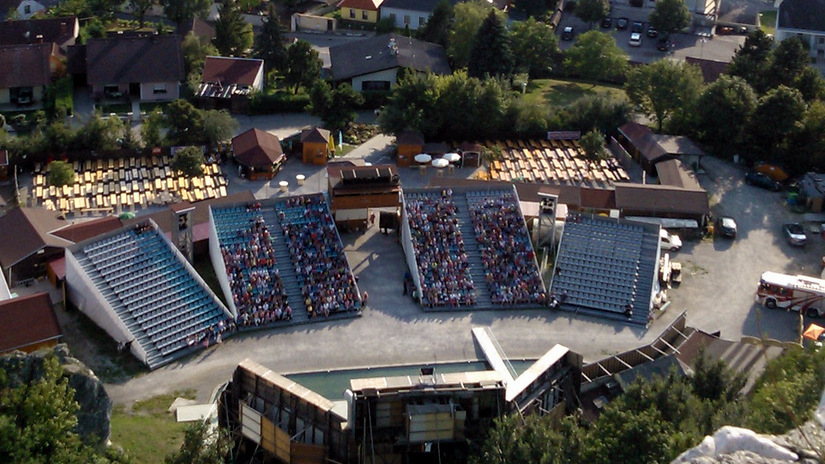
Blick von der Burgruine Staatz auf die Spielstätte

Logo

Die Felsenbühne Staatz ist eine Freiluft-Bühne in Staatz im nördlichen Weinviertel in Niederösterreich. Sie befindet sich am Fuße der Staatzer Klippe unterhalb der Burgruine.

## Geschichte
Von 1987 bis 1998 war die Felsenbühne Staatz Schauplatz der Karl-May-Festspiele, deren Mitbegründer und langjähriger Intendant der österreichische Schauspieler und Regisseur Paul Robert Roberts war. Seit dem Jahr 2000 ist sie Aufführungsort der alljährlichen Musical-Sommerfestspiele. Die für 2020 geplante Aufführung von Sister Act wurde aufgrund der COVID-19-Pandemie auf 2022 verschoben.
Die Felsenbühne ist mit 1.200 Sitzplätzen eine der größten Musical-Spielstätten Niederösterreichs mit Freilichtaufführungen.
Intendant und Regisseur der Sommerfestspiele ist Werner Auer.
Die Felsenbühne Staatz ist Mitglied beim Theaterfest Niederösterreich.

## Aufführungen
|  | - Evita von Andrew Lloyd Webber und Tim Rice Premiere: 19. Juli 2024 - Zorro – Musical von Gipsy Kings, John Cameron, Stephen Clark und Helen Edmundson Premiere: 21. Juli 2023 - Sister Act – Musical von Alan Menken, Glenn Slater, Bill und Cheri Steinkellner Premiere: 22. Juli 2022 - The Show Must Go On – Musicalshow Premiere: 23. Juli 2021 - Der Graf von Monte Christo – Musical von Frank Wildhorn & Jack Murphy Premiere der österreichischen Erstaufführung: 26. Juli 2019 - Les Misérables – Musical von Claude-Michel Schönberg und Alain Boublil Premiere: 20. Juli 2018 - Jesus Christ Superstar – Musical von Andrew Lloyd Webber & Tim Rice Premiere: 21. Juli 2017 - Artus – Excalibur – Musical von Frank Wildhorn, Ivan Menchell und Robin Lerner Premiere der österreichischen Erstaufführung: 22. Juli 2016 - Kiss Me Kate – Musical von Cole Porter, Samuel und Bella Spewack Premiere: 24. Juli 2015 - West Side Story – Musical von Leonard Bernstein, Arthur Laurent und Stephen Sondheim Premiere: 25. Juli 2014 - Die Schöne und das Biest – Musical von Alan Menken, Howard Ashman und Tim Rice Premiere: 26. Juli 2013 - Ritter Rost und die Hexe Verstexe – Kindermusical von Jörg Hilbert und Felix Janosa Premiere: 3. August 2012 - Titanic – Das Musical – Musical von Maury Yeston & Peter Stone Premiere der österreichischen Erstaufführung: 20. Juli 2012 - Ritter Rost – Kindermusical von Jörg Hilbert und Felix Janosa Premiere: 5. August 2011 - Aida – Musical von Elton John & Tim Rice Premiere: 22. Juli 2011 - Ritter Rost feiert Weihnachten – Kindermusical von Jörg Hilbert und Felix Janosa Premiere: 6. August 2010 - 3 Musketiere – Musical von Rob & Ferdi Bolland Premiere der österreichischen Erstaufführung: 23. Juli 2010 - Ritter Rost hat Geburtstag – Kindermusical von Jörg Hilbert und Felix Janosa Premiere: 7. August 2009 - Evita – Musical von Andrew Lloyd Webber & Tim Rice Premiere: 24. Juli 2009 | - Ritter Rost und Prinz Protz – Kindermusical von Jörg Hilbert und Felix Janosa Premiere: 1. August 2008 - Joseph and the Amazing Technicolor Dreamcoat – Musical von Andrew Lloyd Webber & Tim Rice Premiere: 18. Juli 2008 - Ritter Rost und die Hexe Verstexe – Kindermusical von Jörg Hilbert und Felix Janosa Premiere: 3. August 2007 - The Scarlet Pimpernel – Musical von Frank Wildhorn und Nan Knighton Premiere der österreichischen Erstaufführung: 20. Juli 2007 - Ritter Rost und das Gespenst – Kindermusical von Jörg Hilbert und Felix Janosa Premiere: 4. August 2006 - Les Misérables – Musical von Claude-Michel Schönberg und Alain Boublil Premiere: 21. Juli 2006 - Ritter Rost – Kindermusical von Jörg Hilbert und Felix Janosa Premiere: 5. August 2005 - Jekyll & Hyde (Musical) – Musical von Frank Wildhorn & Leslie Bricusse Premiere: 22. Juli 2005 - Jesus Christ Superstar – Musical von Andrew Lloyd Webber & Tim Rice Premiere: 23. Juli 2004 - 1001 Nacht – Musical von Hubert Koci Uraufführung: 26. Juli 2003 - König ohne Krone – Musical von Chris Heller, Werner Auer & Gregor Sommer Uraufführung: 27. Juli 2002 - Robin Hood – Musical von Chris Heller, Werner Auer & Gregor Sommer Uraufführung: 28. Juli 2001 - Der geflügelte Drache – Musical von Chris Heller & Hubert Koci Premiere: 29. Juli 2000 |